# Райч, Ханна
Ханна Райч (также Ганна, нем. Hanna Reitsch; 29 марта 1912, Хиршберг — 24 августа 1979, Франкфурт-на-Майне) — немецкая лётчица-испытатель.

## Биография
Родилась в силезском Хиршберге, ныне польском городе Еленя-Гура в семье офтальмолога. В молодости мечтала о профессии медика, но позднее решила стать пилотом планеров и начала заниматься авиаспортом.
В 1930-е годы стала символом героизма, совершала поездки в Африку в качестве миссионера и врача.
С 1931 года получила мировую известность, установив большое число европейских рекордов (в том числе в 1936 — самого длительного беспосадочного перелёта на планере, 305 км).
В 1934 году установила абсолютный рекорд высоты (среди женщин) — 2800 м. Райч была пилотом самолёта, на котором Адольф Гитлер прибыл на партийный съезд в Нюрнберге. Этот эпизод вошёл в фильм Лени Рифеншталь «Триумф воли».
С 1937 года — пилот-инструктор люфтваффе, специалист по авиационным исследованиям.
В марте 1938 года совершила ряд триумфальных выступлений на вертолёте Генриха Фокке FW-61 в закрытом зале «Дойчландхалле». Она поднималась в воздух в центре зала, совершала полёт по периметру зала над ошеломлённой публикой. В конце представления она развернулась на 360 градусов и запустила небольшой фейерверк из кабины пилота. Впечатлёнными оказались не только гражданские зрители — за эти выступления она первой из женщин удостоилась медали от люфтваффе. О её выступлении стало известно в других странах, в том числе в СССР и США. В частности, Иосиф Сталин в ноябре 1938 года в беседе с советской лётчицей Мариной Расковой (см. её книгу «Записки штурмана»), после награждения её за рекордный перелёт, делился своими мыслями об использовании вертолётов в поисковых и спасательных экспедициях. В США, кроме газет, свои впечатления о полётах Ханны Райч на вертолёте сообщил американский лётчик Чарльз Линдберг (который в одиночку перелетел Атлантический океан), именно этому лётчику Адольф Гитлер продемонстрировал достижения Германии в вертолётостроении. Как лётчик, Линдберг высоко оценил эти достижения и мастерство Ханны Райч.
Райч стала первой женщиной-испытателем люфтваффе. Летала на Ме.163 «Комета», Ме.323 «Гигант» и т. д. Принимала участие в боевых действиях во время Второй мировой войны на советско-германском фронте. За боевые заслуги в марте 1941 года была награждена Железным крестом второго класса, а в феврале 1942 года — первого класса (единственная женщина, чьё награждение Железным крестом первого класса подтверждено документально). Имела почётное звание лётчика-капитана.
В 1943 году проводила уникальные испытания самолёта-снаряда Фау-1 для проверки систем устойчивости в воздухе на разных режимах, работу которых конструкторы не могли рассчитать теоретически. Для этой цели на одном из экземпляров были смонтированы шасси, оборудована кабина пилота и минимально необходимый комплекс систем управления. Но место пилота оказалось настолько малым, что в нём мог поместиться только человек очень небольшого роста и габаритов, поэтому на роль испытателя и пригласили Ханну Райч с её женским некрупным телосложением и небольшим весом. В ходе полётов ею был выявлен ряд дефектов, потребовавших дальнейшего совершенствования конструкции Фау-1. При одной из посадок самолёт-снаряд под её управлением из-за большой его скорости потерпел аварию, а лётчица получила серьёзные травмы.
С ноября 1943 года стала служить при генерале Роберте риттере фон Грейме, который импонировал ей своей фанатичной приверженностью национал-социализму.
27 апреля 1945 года сопровождала Роберта фон Грейма во время его полёта в осаждённый советскими войсками Берлин на встречу с Гитлером в Рейхсканцелярии. Во время этого полёта фон Грейм был ранен, Райч взяла управление самолётом на себя и посадила самолёт на автомагистраль близ Рейхсканцелярии.
В фюрербункере Райч просила Гитлера разрешить ей остаться в Берлине и разделить его судьбу, но Гитлер приказал ей вместе с Греймом покинуть Берлин. 30 апреля на последнем имевшемся самолёте они вылетели в ставку преемника Гитлера гросс-адмирала Дёница в Плёне у Киля. 9 мая вместе с Греймом Райч сдалась американским военным властям. После ареста 18 месяцев провела в лагерях военнопленных и интернированных. В 1946 году была освобождена.
В 1951 году Ханна Райч опубликовала автобиографию «Полёты — моя жизнь», а в 1952 году она приняла участие в международном чемпионате по планеризму в Мадриде, где завоевала бронзовую медаль. В 1955 году Райч стала чемпионом Германии по женскому планеризму, а в 1957 году заняла на таких же соревнованиях 3-е место. В 1959 году премьер-министр Индии Джавахарлал Неру пригласил Райч (которая свободно говорила по-английски) основать планерный центр в Индии, где она принимала участие в полётах вместе с Индирой Ганди и по неофициальным сведениям изучала буддизм. В 1961 году президент США Джон Ф. Кеннеди пригласил её в Белый дом. В 1962 году основала и до 1966 года руководила Национальной лётной школой в Гане.
Умерла 24 августа 1979 года, на 68-м году жизни, спустя всего год после установления последнего своего рекорда — очередного рекорда дальности полёта на планере. Похоронена в соответствии с её волей в австрийском Зальцбурге рядом со своей семьёй.

## Фотогалерея

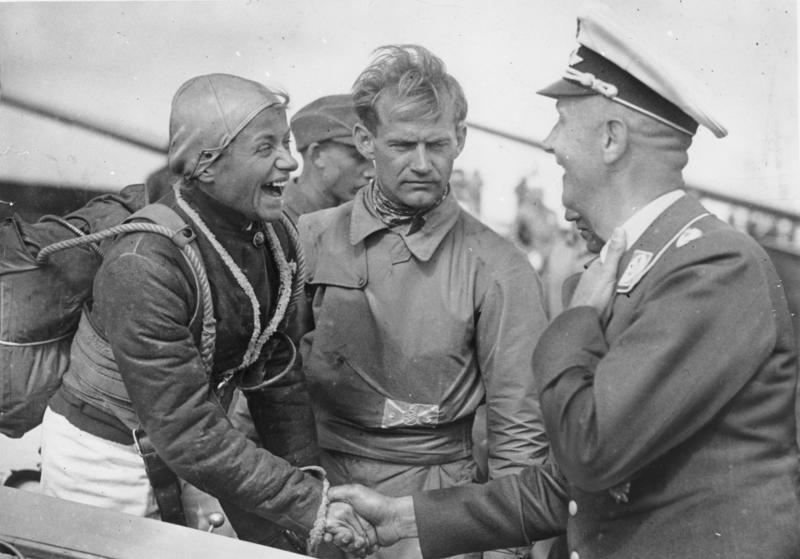
На соревнованиях (1936)
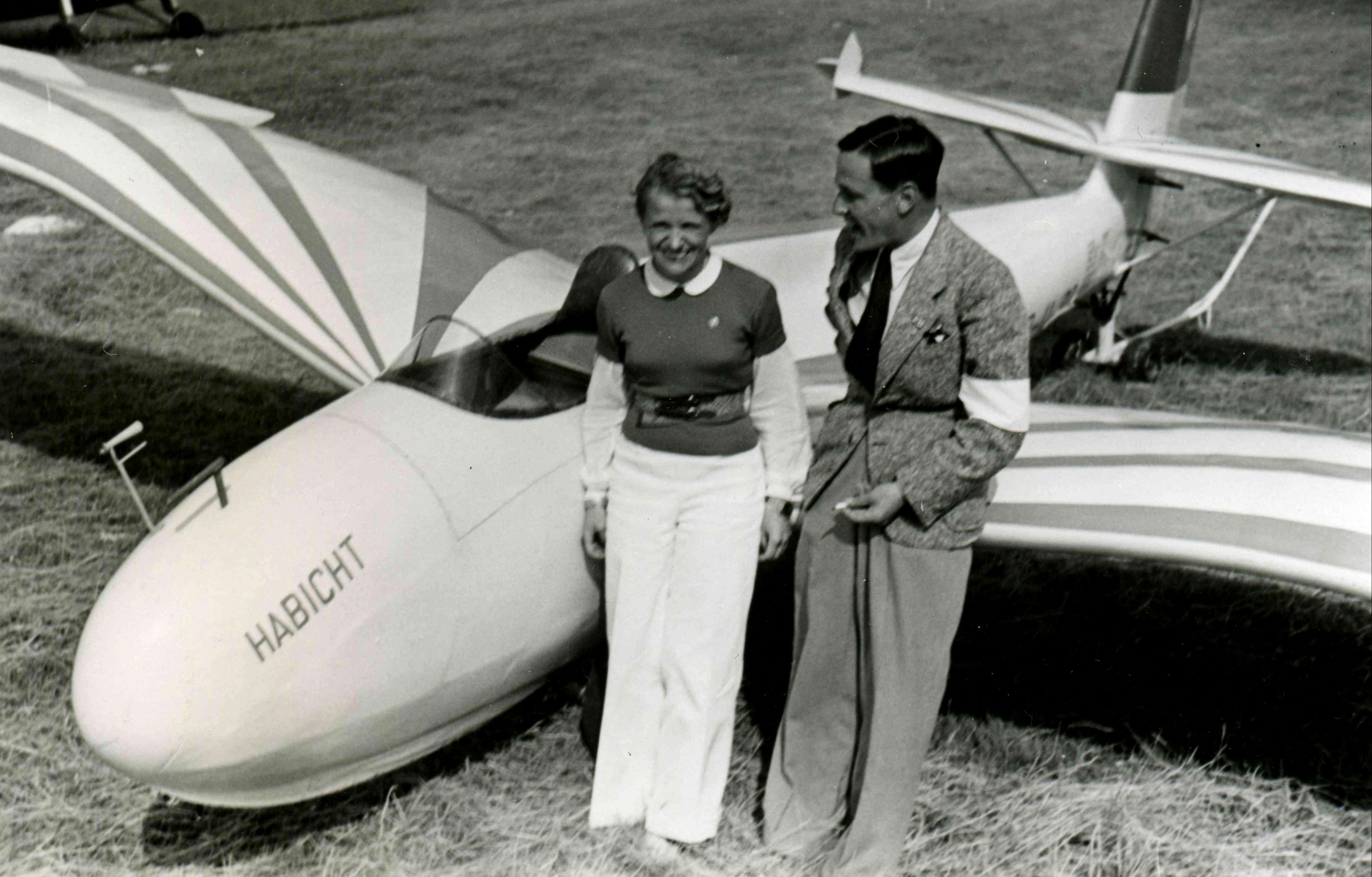
С представителем авиастроительной фирмы (1938)
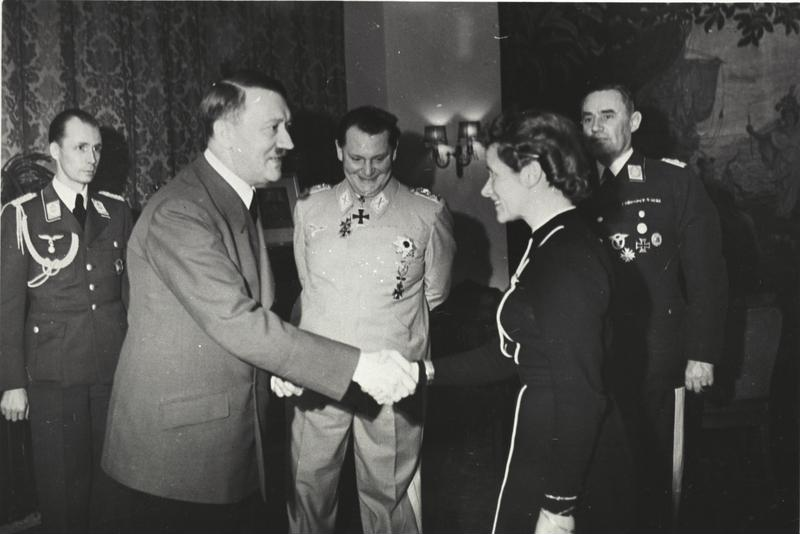
Вручение Железного креста (1941)
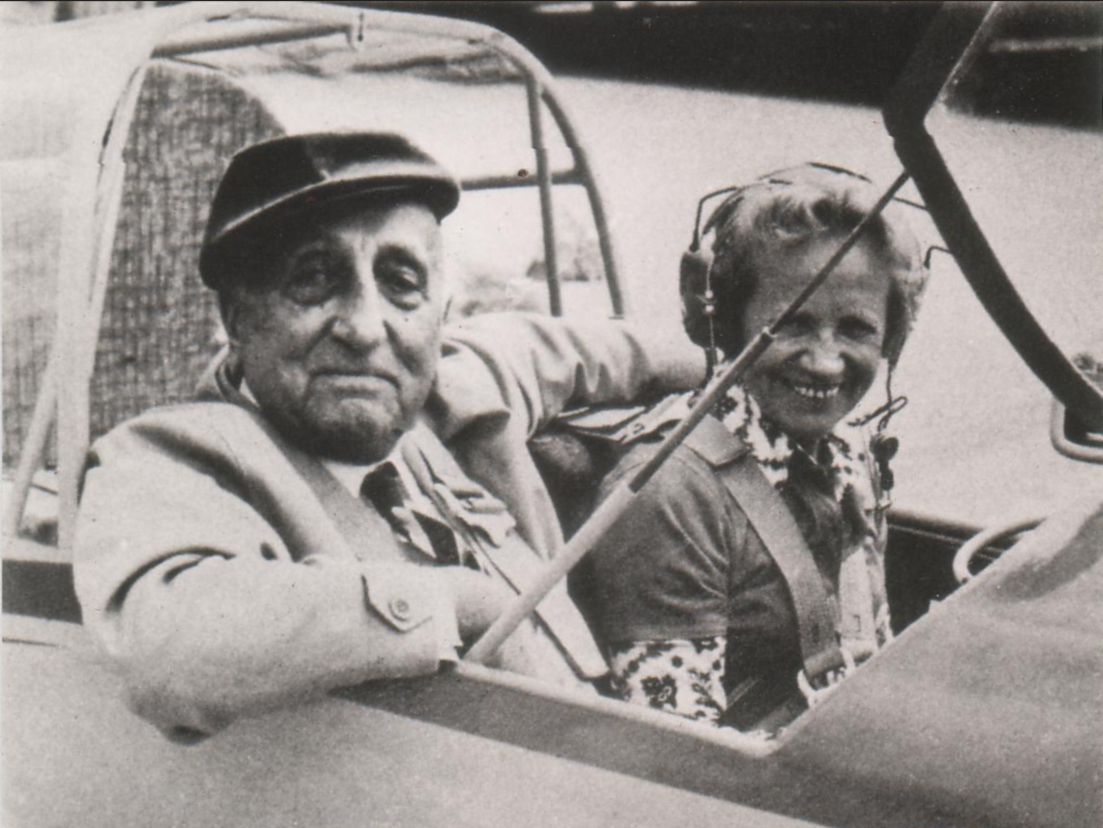
С Карлом Риттером (1968)

## В кинофильмах
- Худ. фильм «Гитлер: Последние десять дней» (Hitler: The Last 10 Days, 1973) — Ханна Райч (актриса Дайан Силенто), подруга Роберта фон Грейма, немецкого лётчика обеих мировых войн, генерал-фельдмаршала авиации, главнокомандующего Люфтваффе с 23 апреля по 23 мая 1945 года.
- Худ. фильм «Операция „Арбалет“» (1965) — Ханна Райч (актриса Барбара Рюттинг), испытательница пилотируемой ракеты Фау-1М45.
- Худ. фильм «Бункер» (2004) — Ханна Райч (актриса Анна Тальбах), подруга Роберта фон Грейма.

## Награды
- Железный крест II-го класса.
- Железный крест I-го класса.